# Claudio Achillini
Pour les articles homonymes, voir Achillini.
Claudio Achillini, né le 18 septembre 1574 à Bologne où il est mort le 1er octobre 1640, est un juriste, écrivain italien et poète mariniste. Scudéry, Voiture et Balzac imitèrent son style précieux.

## Biographie
Né a Bologne, en 1574, Claudio Achillini est petit-fils de Giovanni Filoteo Achillini. Il s’attacha plus particulièrement aux lettres et à la jurisprudence, qu’il professa à Bologne, à Ferrare et à Parme. Des papes, entre autres Grégoire XV et plusieurs cardinaux, lui firent des promesses de fortune. Étant revenu a Bologne, il passait une partie de son temps à la campagne, dans un lieu nommé il Sasso, où il mourut le 1er octobre 1640, âge de 66 ans. En rapport avec les protagonistes de la vie culturelle de l'époque (Giambattista Marino, Giovanni Battista Guarini, Claudio Monteverdi, Giovan Francesco Loredan, Galilée, etc.), il jouit de la renommée de « virtuose » des lettres et fit partie de nombreuses académies : des « Incogniti » de Venise, des « Lincei » de Rome, des « Innominati » de Parme, de la « Notte » de Bologne etc.

## Postérité
Ami et partisan du Marino, Achillini n'est pas un imitateur banal du Napolitain car sa formation et ses choix de poétique en font plutôt un suivant de la tradition tassesque ralliée par le biais de l'expérience de l'académie bolonaise de la « Notte ». Il fut très-admiré en France sous Richelieu qui lui donna une chaîne d’or de la valeur de 1 000 écus, à l’occasion d’une pièce de vers pour la naissance du dauphin. Le célèbre sonnet d'Achillini Bellissima mendica a fourni la source d'inspiration à Tristan l'Hermite pour sa Belle gueuse et à Philip Ayres pour On a fair Feggar,. Les poésies d’Achillini parurent à Bologne, en 1632, in-4°. On les réimprima avec des morceaux de prose du même auteur, sous le titre de Rime e Prose, Venise, 1650 et 1662, in-12. On a encore de lui, en latin, Decas Epistolarum ad Jacobum Gaufridum, etc., Parme, 1635, in-4°. Le sonnet qu'il fit à l'occasion des conquêtes de Louis XIII en Piémont (la prise de Suse et la délivrance de Casal), qui commence par ce vers : Sudate, o fochi, a prepar metalli (Suez, ô feux, à préparer les métaux) a été publiée par François Le Métel de Boisrobert dans le recueil de vers de différens auteurs intitulé : Le Parnasse Royal (p. 123).

## Œuvres

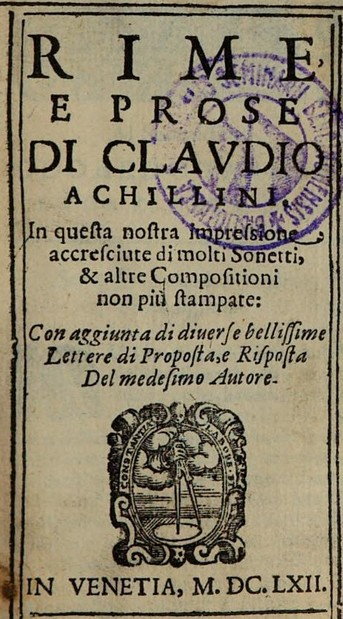
Rime e prose di Claudio Achillini, 1662

- Claudio Achillini, Teti e Flora, Parma, appresso Seth, & Erasmo Viotti, 1628 (lire en ligne)
- Claudio Achillini, Mercurio e Marte, Parma, appresso Seth, & Erasmo Viotti, 1628 (lire en ligne), opéra-tournoi mis en musique par Claudio Monteverdi, représenté au théâtre Farnese de Parme le 21 décembre 1628[6].
- Claudio Achillini, Poesie, Bologna, presso Clemente Ferroni, 1632 (lire en ligne)
- Claudio Achillini, Poesie, Venezia, presso Clemente Ferroni, 1633 (lire en ligne)
- (la) Claudio Achillini et Jacopo Gaufrido, Decas amoenissimarum epistolarum, quas Claudius Achillinus ad Iacobum Gaufridum, et Gaufridus ad Achillinum scripsere, Parmae, typis Seth, & Erasmi de Viothis, 1635 (lire en ligne)
- Claudio Achillini, Rime e prose, Venezia, per Nicolo Pezzana, 1673 (lire en ligne)